# Flubber
Flubber – film z 1997 roku w reżyserii Lesa Mayfielda na podstawie opowiadania A Situation of Gravity Samuela Taylora. Remake filmu Latający profesor z 1961 r.

## Fabuła
Philip Brainard, roztargniony, genialny naukowiec i profesor na uczelni w jednym wynajduje fantastyczną substancję, którą nazwał Flubber. Ta zielona galaretka ma niesamowite sprężynujące właściwości, potrafi także wytworzyć więcej energii, niż sama pobrała z otoczenia. Niestety zaaferowany swoim wynalazkiem zapomina, już po raz trzeci, o ślubie ze swoją ukochaną Sarą. Rozpaczona opuszcza go. Philip postanawia ją odzyskać chcąc otrzymać jeszcze jedną ostatnią szansę, musi jednak stawić też czoła podstępnemu Wilsonowi Croftowi, który chce zdobyć Sarę i przywłaszczyć sobie wynalazek profesora.

## Obsada
- Robin Williams – prof. Philip Brainard
- Marcia Gay Harden – dr Sara Jean Reynolds
- Christopher McDonald – Wilson Croft
- Raymond J. Barry – Chester Hoenicker
- Clancy Brown – Smith
- Ted Levine – Wesson
- Wil Wheaton – Bennett Hoenicker
- Edie McClurg – Martha George
- Jodi Benson – Weeba (głos)

## Wersja polska
Opracowanie wersji polskiej: Start International Polska

Reżyseria: Joanna Wizmur

Wystąpili:
- Włodzimierz Press – prof. Philip Brainard
- Ewa Kania – dr Sara Jean Reynolds
- Jan Monczka – Wilson Croft
- Leszek Teleszyński – Chester Hoenicker
- Mirosław Zbrojewicz – Wesson
- Adam Probosz – Bennett Hoenicker
- Teresa Lipowska – Martha George
- Lucyna Malec – Weeba
- Artur Kaczmarski –
  - prezes Forda
  - ojciec małego chłopca
- Izabela Dąbrowska – sekretarka prezesa Forda
- Jarosław Boberek – trener Wiewiórów
- Iwona Rulewicz – aktorka w filmie
- Jolanta Mrotek
- Monika Wierzbicka
- Tomasz Grochoczyński –
  - sędzia meczu koszykówki,
  - ksiądz
- Józef Mika
- Włodzimierz Szaranowicz – komentator meczu koszykówki

i inni